# Битва при Матранде
Битва при Матранде, также известна как Сражение при Скоттеруде (норв. Slaget ved Matrand, Kampene ved Scotterud) — сражение, произошедшее 5 августа 1814 года между норвежской и шведской армиями во время шведско-норвежской войны 1814 года. Считается самым кровопролитным сражением в ходе войны, окончившееся победой норвежцев.

## Предпосылки
После поражения в битве при Льере шведская армия отступила в Мальмер, а затем обратно в Матранд, где была размещена остальная армия на восстановление сил, прежде снова наступать на крепость Конгсвингер в Хедмарке. 4 августа Генерал-майор Карл Понтус Гён получил сообщение о том, что норвежское подкрепление было отправлено из Хеланда в Конгсвингер. Вместо того, чтобы идти в наступление, Гён решил пересечь границу Швеции.
От норвежских фермеров, посетивших шведский лагерь в Матранде, подполковник Андреас Самуэль Кребс получил информацию о планах шведской армии, поэтому он направил свою армию на границу с целью остановить вражеские войска.

## Ход битвы
4 августа Кребс начал наступление на шведские позиции у Матранда. Войска вместе прошли маршем до Обогена в Хедмарке, где капитан Донс[уточнить] с примерно 1000 человек был отправлен в Прамхус, откуда он мог атаковать врага с тыла у Скоттеруда. Кребс со своими оставшимися войсками продолжил путь к Мальмеру, откуда отправил 250 человек в Скинпунгруд, чтобы атаковать фланги противника. Оставшиеся войска продолжили наступление на Матранд, но это были слабые силы, всего около 700—800 человек. Норвежский и шведский авангарды быстро встретились недалеко от Матранда, и шведы были вынуждены отступить на более прочные оборонительные позиции. Там шведский авангард также получил подкрепление, и им удалось сдерживать норвежские войска около часа. Гён воспользовался этой возможностью, чтобы попытаться ускорить вывод и безопасно вернуть шведские войска за границу, но в конечном итоге они были быстро отброшены к остальной части бригады, которая заняла позиции по обе стороны дороги, к востоку от реки в Матранде.
Получив подкрепление от колонны, прошедшей мимо Скинпунгруда, силы Кребса продолжили наступление под шквальным огнем. В то время Кребс не знал, находятся ли Донс и его войска на позициях у Скоттеруда, и по этой причине он не стал бы продолжать наступление на врага. Но через некоторое время норвежцы сгруппировались так, что были готовы окружить шведские войска, и поэтому Гён решил отойти к Скоттеруду с одним батальоном и двумя пушками, чтобы сохранить путь к отступлению открытым. Пока все это происходило, капитан Донс и его войска двигались к Скоттеруду. Когда они услышали мушкетную стрельбу со стороны Матранда, они забеспокоились, что не прибудут вовремя, чтобы принять участие в битве, и последние несколько километров пробежали бегом. Многие солдаты Донса отстали и не участвовали в атаке на отступающих шведов. Когда войска Донса достигли главной дороги в Илаге, которую шведы использовали для своего отхода, несколько шведских частей снабжения уже собирались пройти. Многие из их лошадей были убиты норвежцами, так что дорога была перекрыта для тех, кто следовал за ними.
Донс предложил создать блокпост со стороны Илаги, чтобы предотвратить вывод шведских войск, но его солдаты прибыли слишком поздно. После шведские войска подверглись атаке с двух сторон, и к тому же у них заканчивались боеприпасы. Гён понимал, что он и его войска попадут в плен, если им не удастся прорвать норвежские позиции. Вскоре только одному шведскому батальону после нескольких атак удалось прорвать норвежские позиции в результате штыковой атаки, что позволило шведским войскам отступить обратно в Швецию. Норвежцы потеряли 50 человек убитыми, 60 ранеными и 36 пленными, большинство из которых были захвачены при прорыве шведов. У шведов было 60 человек убитыми и около 290 ранеными или взятыми в плен.

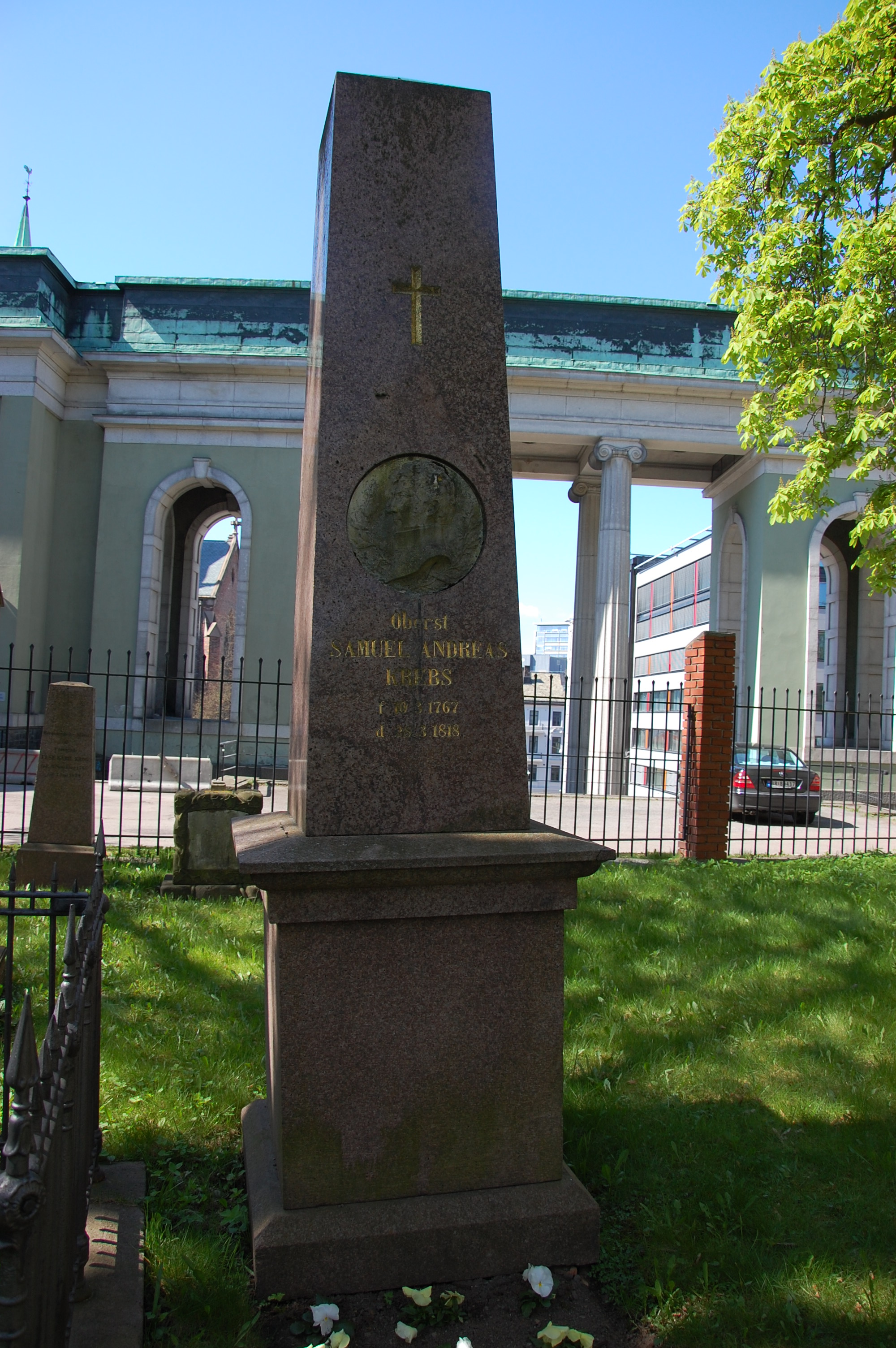
Могила офицера датско-норвежской армии Андреаса Самуэля Кребса в кладбище Христа в Осло

Сражение было очень напряженным, и впоследствии обе стороны получили высокую оценку; шведы, в частности, были удивлены боевым духом норвежцев. Успешное шведское наступление из безнадежной в остальном ситуации произошло в первую очередь благодаря Вестерботтенскому полку и шведскому командиру Карлу Понтусу Гёну, который сохранял спокойствие, несмотря на то, что был окружен подавляющим числом врагов.